# God Save Our Young Blood
God Save Our Young Blood è un singolo dei cantanti statunitensi Børns e Lana Del Rey, pubblicato il 2 gennaio 2018 come quarto estratto dal secondo album in studio di BØRNS Blue Madonna.

## Classifiche
| Classifica (2018)  | Posizione massima |
| ------------------ | ----------------- |
| Stati Uniti (rock) | 17                |